# San Cristóbal (Provinz)
San Cristóbal ist eine Provinz im Süden der Dominikanischen Republik. Ursprünglich hieß die Provinz Trujillo, nach Rafael Trujillo. Außerdem gehörte bis 1992 die nunmehrige Provinz Monte Plata zur Provinz. 
2006 wurde die Provinzstadt Bajos de Haina vom Blacksmith Institute aufgrund völlig unsachgemäßen Batterie-Recyclings zu einer der 10 am stärksten verseuchten Städte der Welt „nominiert“.

## Wichtige Städte und Ortschaften
- Bajos de Haina
- El Carril
- Cambita Garabitos
- Cambita El Pueblecito
- Los Cacaos
- Sabana Grande de Palenque
- San Cristóbal
- Hato Damas
- San Gregorio de Nigua
- San Gregorio de Yaguate
- Villa Altagracia
- La Cuchilla
- Medina
- San José del Puerto